# August 2015
Portal Geschichte | Portal Biografien | Aktuelle Ereignisse | Jahreskalender | Tagesartikel

◄ |
20. Jahrhundert |
21. Jahrhundert

◄ |
1980er |
1990er |
2000er |
2010er
| 2020er | 2030er | 2040er

◄ |
2011 |
2012 |
2013 |
2014 |
2015
| 2016 | 2017 | 2018 | 2019 | ►

◄ |
Mai 2015 |
Juni 2015 |
Juli 2015 |
August 2015 |
September 2015 |
Oktober 2015 |
November 2015 |
►
Dieser Artikel behandelt tagesbezogene Nachrichten und Ereignisse im August 2015.

## Tagesgeschehen

### Samstag, 1. August 2015
- Erbil/Irak: Die türkische Luftwaffe bombardiert trotz internationaler Appelle weiterhin angebliche Ziele der als terroristische Vereinigung eingestuften Arbeiterpartei PKK im Norden des Irak. Dabei sollen 260 PKK-Kämpfer getötet worden sein. Zu Angaben möglicher ziviler Opfer der Luftangriffe weigert sich das türkische Militär. Die Regierung der autonomen Kurdenregion im Nordirak fordert ein Ende der Angriffe[1] sowie den Rückzug der PKK aus dem Nordirak.[2]
- Lima/Peru: Das peruanische Militär befreit mehrere Geiseln der maoistischen Rebellengruppe Leuchtender Pfad.[3]
- San Juan/Puerto Rico: Das hoch verschuldete Puerto Rico, ein Außengebiet der Vereinigten Staaten, kann eine fällige Anleihe in Höhe von 58 Mio. Dollar nicht bedienen und steht damit vor der Zahlungsunfähigkeit.[4]

### Sonntag, 2. August 2015

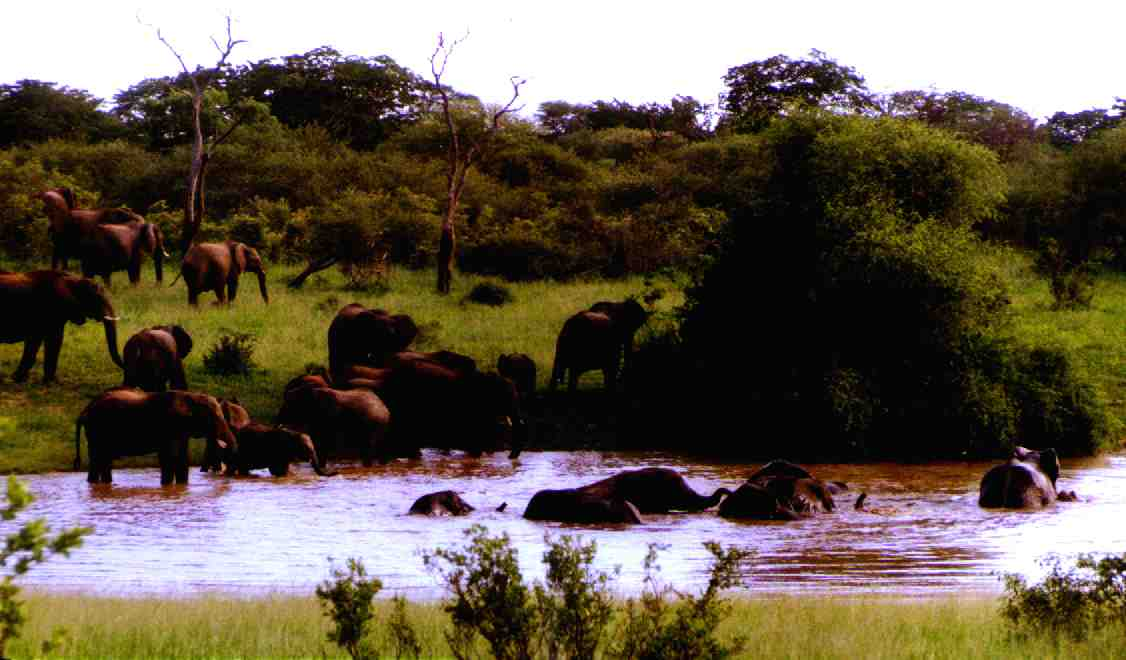
Elefanten im Hwange-Nationalpark

- Harare/Simbabwe: Nach der Tötung des bekannten Löwen Cecil, der von einem US-amerikanischen Jagdtouristen zum Abschuss aus dem Hwange-Nationalpark herausgelockt worden war, verschärfen die Behörden die Vorgaben zur Jagd auf Großwild dahingehend, dass künftig in Gebieten, die direkt an Nationalparks angrenzen, keine Löwen, Leoparden und Elefanten mehr gejagt werden dürfen.[5]

### Montag, 3. August 2015
- Athen/Griechenland: Gut einen Monat nach ihrer Schließung erleidet die Athener Börse am ersten Tag ihrer Wiedereröffnung einen Rekordverlust von rund 22 Prozent. Besonders Bankaktien geben deutlich nach.[6]
- Espoo/Finnland: Das finnische Telekommunikationsunternehmen Nokia verkauft seinen Online-Kartendienst Here zu gleichen Teilen an die drei deutschen Automobilhersteller Audi, BMW und Daimler.[7]
- Naypyidaw/Myanmar: Starker Monsunregen führt in Myanmar zu schweren Überschwemmungen und Erdrutschen. Dabei werden viele Straßen, Brücken und Häuser zerstört und 46 Personen getötet. Im Zentrum und im Westen des Landes wird der Notstand ausgerufen. Auch in Indien, Pakistan und Vietnam sind viele Landesteile überflutet.[8]
- Washington, D.C./Vereinigte Staaten: US-Präsident Barack Obama stellt einen umstrittenen Klimaplan vor, der der klimaschädlichen Kohleenergie verbindliche Reduktionsziele der Kohlendioxid-Emission vorschreibt.[9]

### Dienstag, 4. August 2015

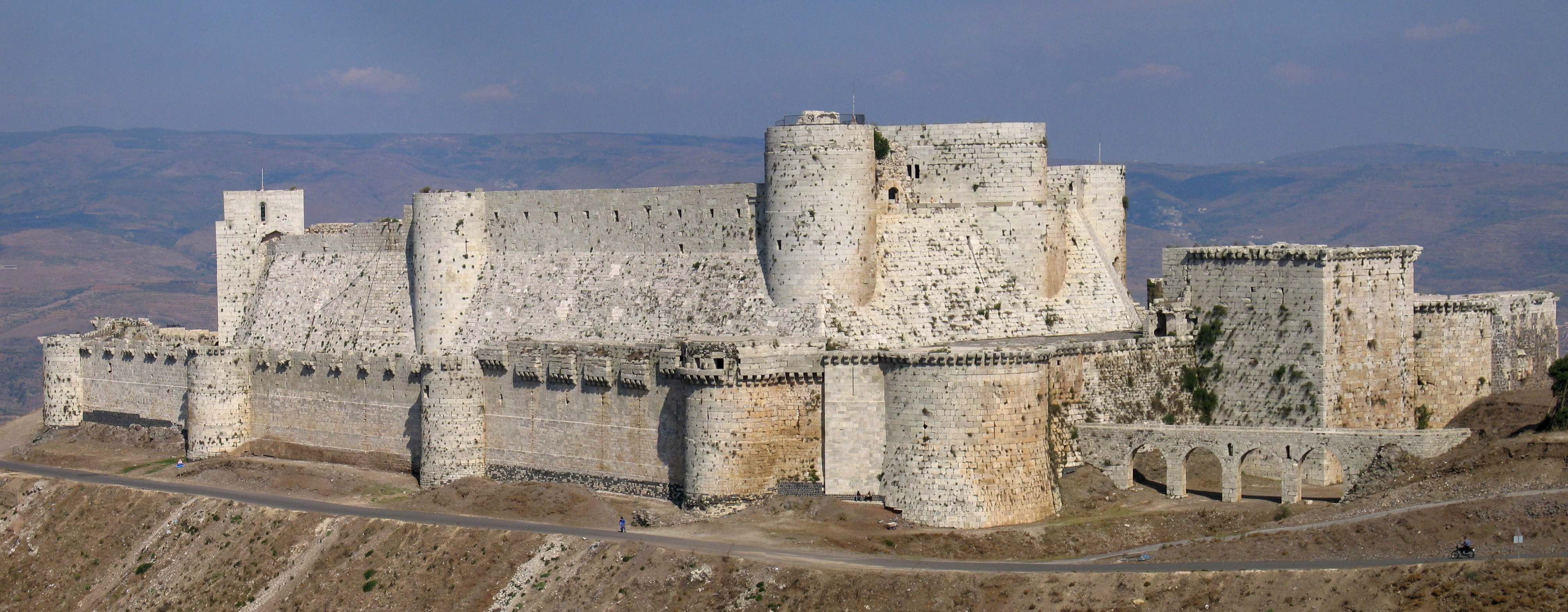
Krak des Chevaliers

- Berlin/Deutschland: Im Fall um die Ermittlungen gegen zwei Journalisten des Blogs netzpolitik.org wegen Landesverrats, beantragt der deutsche Bundesjustizminister Heiko Maas (SPD) beim Bundespräsidenten, den Generalbundesanwalt Harald Range in den einstweiligen Ruhestand zu versetzen.[10]
- Homs/Syrien: Syrien macht sein Weltkulturerbe Krak des Chevaliers wieder für den Tourismus zugänglich. Die syrische Armee hat die Festung vergangenes Jahr von Rebellen zurückerobert.[11]

### Mittwoch, 5. August 2015
- Buenos Aires/Argentinien: Mit einem 3:0-Sieg im Rückspiel gegen die UANL Tigres aus Mexiko gewinnt der argentinische Fußballklub River Plate zum dritten Mal die Copa Libertadores.[12]
- Paris/Frankreich: Ein im Indischen Ozean auf der Insel Réunion angeschwemmtes Wrackteil wird als Flügelklappe des seit 17 Monaten vermissten Malaysia-Airlines-Fluges 370 identifiziert.[13]

### Donnerstag, 6. August 2015

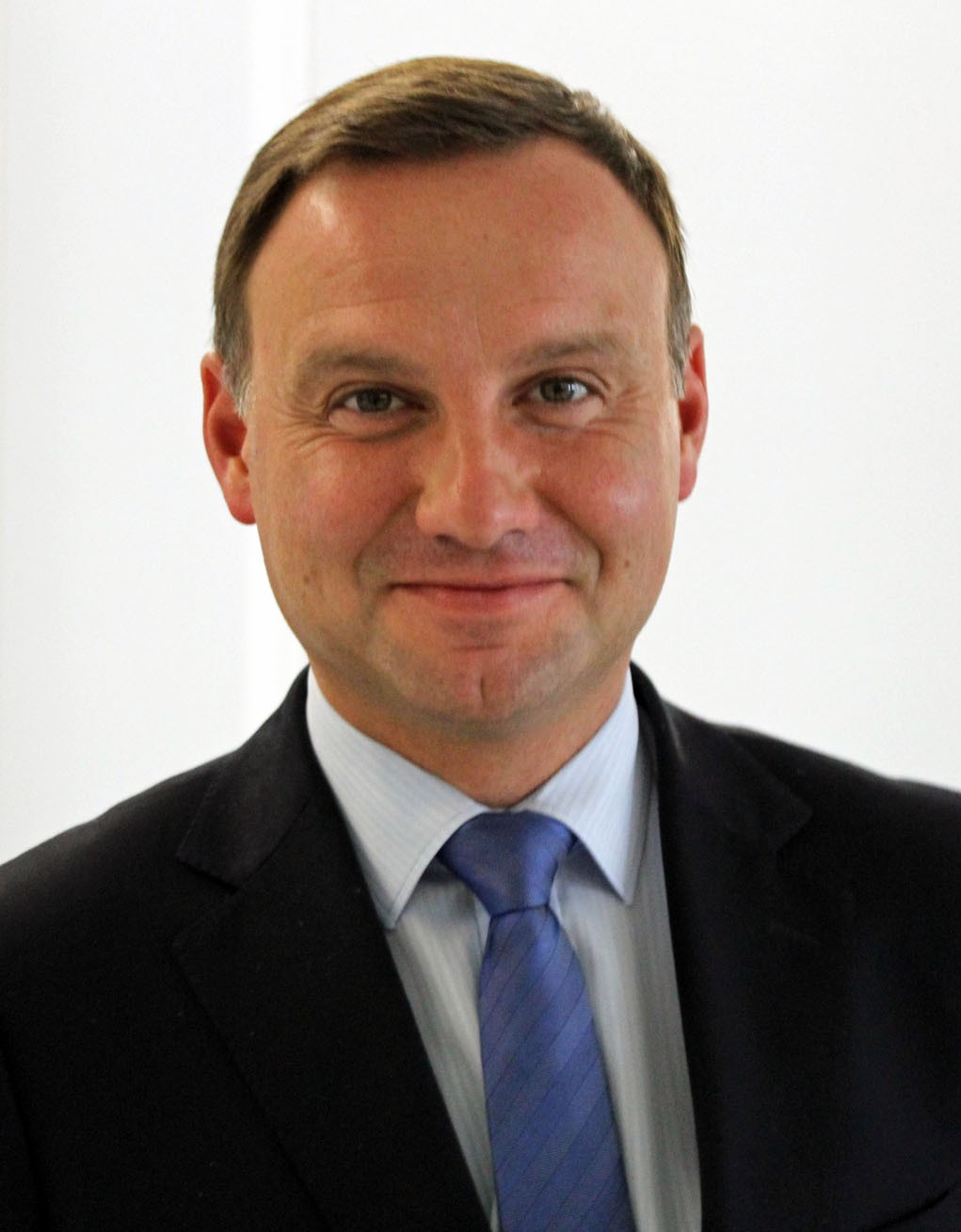
Andrzej Duda

- Abha/Saudi-Arabien: Bei einem Anschlag auf Sicherheitskräfte der Anti-Terror-Polizei in einer Moschee in Abha in der Grenzregion zum Bürgerkriegsland Jemen kommen mindestens 15 Personen ums Leben.[14]
- Ismailia/Ägypten: Präsident Abd al-Fattah as-Sisi eröffnet feierlich den neuen Sueskanal.[15]
- Moskau/Russland: Aufgrund eines Erlasses von Präsident Putin werden mehrere Tonnen westliche Lebensmittel, die trotz des Importverbotes ins Land gelangten, vernichtet. Aus breiten Teilen der Bevölkerung formiert sich ungewöhnlich starker Unmut und Protest gegen die Umsetzung des Erlasses, so werden Forderungen laut, die Lebensmittel an Bedürftige zu verteilen. Kritiker sagen, die Aktion sei ein Anzeichen von Staatsversagen, da Moskau nicht in der Lage sei, sein Gegenmittel zu den EU-Sanktionen, die wegen des offiziell bestrittenen russischen Einmarsches in die Ostukraine verhängt worden waren, zivilisiert umzusetzen.[16]
- Warschau/Polen: Zweieinhalb Monate nach seinem Wahlsieg wird der konservative Andrzej Duda als Präsident Polens vereidigt. Bei seiner Amtseinführung fordert er ein stärkeres Engagement der NATO in Polen, was einer Kurskorrektur in der polnischen Außenpolitik gleichkommt.[17]

### Freitag, 7. August 2015
- Dhaka/Bangladesch: Mit Niloy Chakrabarti wird bereits zum vierten Mal in diesem Jahr ein säkularer Blogger im mehrheitlich muslimischen Bangladesch ermordet. Der al-Qaida-Ableger Ansar al-Islam übernimmt die Verantwortung für die Mordtat.[18]
- Kabul/Afghanistan: Bei der Explosion eines mit Sprengstoff beladenen Lkw werden in einem Wohngebiet der afghanischen Hauptstadt mindestens 40 Personen getötet und über 250 weitere verletzt. Der Anschlag reiht sich ein in eine Serie weiterer Anschläge, die als Sommeroffensive der radikalislamischen Taliban gelten.[19]
- Pjöngjang/Nordkorea: Nordkoreas Machthaber Kim Jong-un kündigt an, dass zum 70. Jahrestag der Befreiung Koreas die Uhren dauerhaft um 30 Minuten zurückgestellt werden. Die neue Pjöngjang-Zeit entspricht der Zeit, die vor der japanischen Annexion gegolten hatte, bis die Besatzungsmacht die Uhrzeit 1910 an die des Mutterlandes angepasst hat.[20]

### Samstag, 8. August 2015
- Sévaré/Mali: Malische Militär- und Polizeikräfte beenden eine 24-stündige Geiselnahme mutmaßlicher islamistischer Terroristen in mehreren Hotels in Sévaré in der Region Mopti. Dabei werden vier Geiseln befreit, mindestens zwölf Personen kommen ums Leben.[21]
- Taipeh/Taiwan: Der Taifun Soudelor richtet bei seiner Überquerung der Insel Taiwan schwere Schäden an. Mindestens sechs Personen sterben, über 100 weitere werden verletzt. Über drei Millionen Haushalte sind vorübergehend von der Stromversorgung abgeschnitten. Sämtliche Inlandsflüge und 37 internationale Flugverbindungen werden abgesagt.[22]

### Sonntag, 9. August 2015

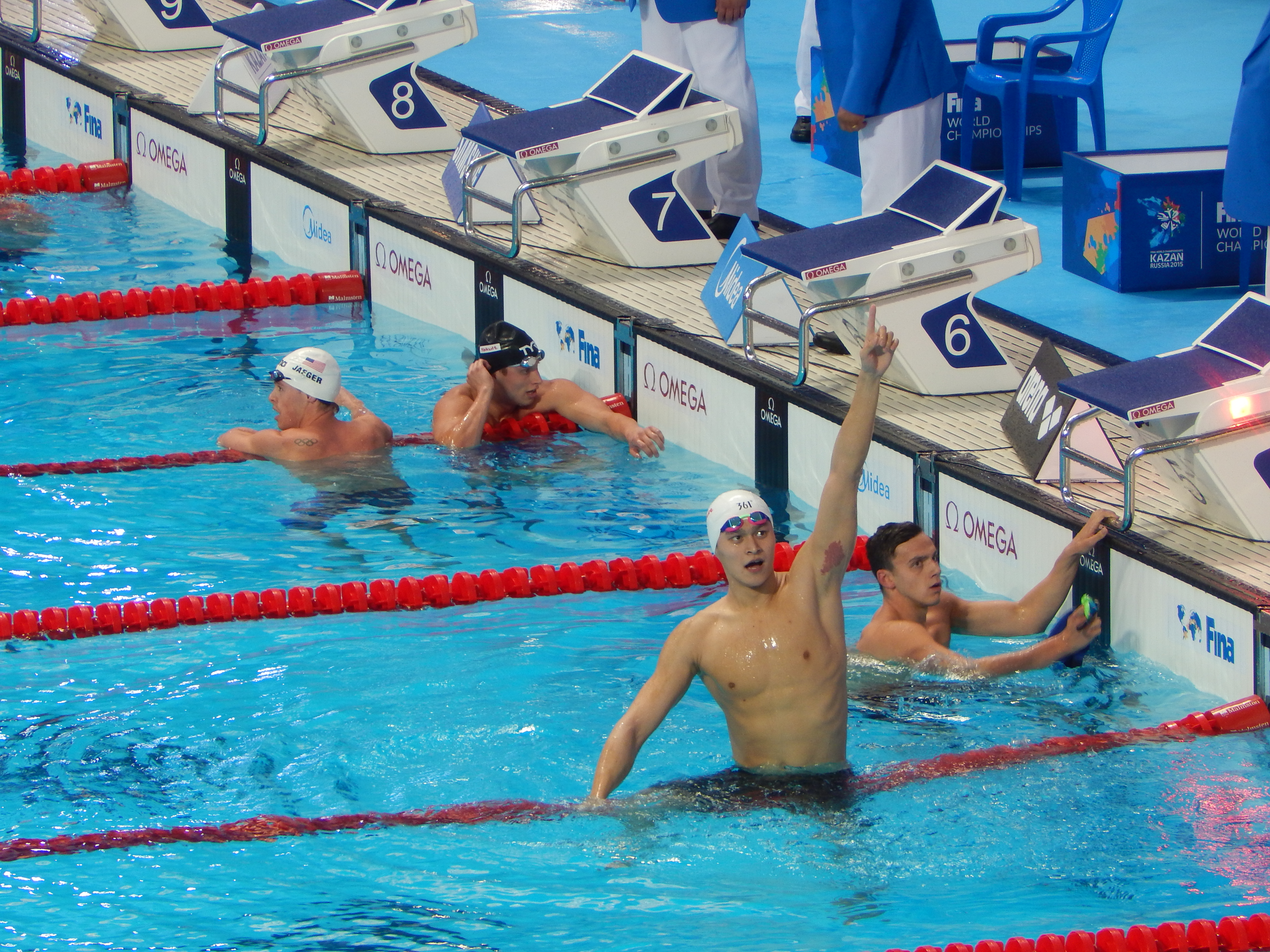
Sun Yang, Sieger über 400 m und 800 m Freistil

- Kasan/Russland: Die 16. Schwimmweltmeisterschaften der FINA gehen zu Ende. Die erfolgreichste Nation ist die Volksrepublik China mit 35 Medaillen. Im klassischen Beckenschwimmen gewinnt der Deutsche Marco Koch über 200 m Brust die Goldmedaille. Insgesamt gehen sieben Medaillen nach Deutschland.[23]
- Port-au-Prince/Haiti: Bei den Parlaments- und Senatswahlen in Haiti kommt es zu Unruhen, in deren Verlauf drei Personen ums Leben kommen. Sechs Wahllokale müssen früher geschlossen werden.[24]

### Montag, 10. August 2015
- Istanbul/Türkei: Bei einem Bombenanschlag und einem anschließenden Angriff auf eine Polizeistation im Istanbuler Vorort Sultanbeyli werden vier Personen getötet und mindestens zehn weitere verletzt. Bei einem weiteren Angriff auf das Konsulat der USA wird ein weibliches Mitglied der linksextremen Terrororganisation DHKP-C festgenommen. Auch in der Provinz Şırnak im Südosten der Türkei sterben bei Anschlägen vier Menschen.[25]
- Kathmandu/Nepal: Neben den Geschlechtsangaben weiblich und männlich führt Nepal für seine Reisepässe eine dritte Angabe anders ein, die intersexuelle Menschen wählen können. Nepal ist nach Australien und Neuseeland das dritte Land mit einer solchen Regelung.[26]
- Mariupol/Ukraine: Nur mit Mühe kann die ukrainische Armee eine versuchte Rebellenoffensive nordöstlich von Mariupol verhindern.[27]

### Dienstag, 11. August 2015
- Sendai/Japan: Zum ersten Mal seit der Nuklearkatastrophe von Fukushima wird mit dem Atomkraftwerk Sendai ein Nuklearreaktor reaktiviert.[28]

### Mittwoch, 12. August 2015

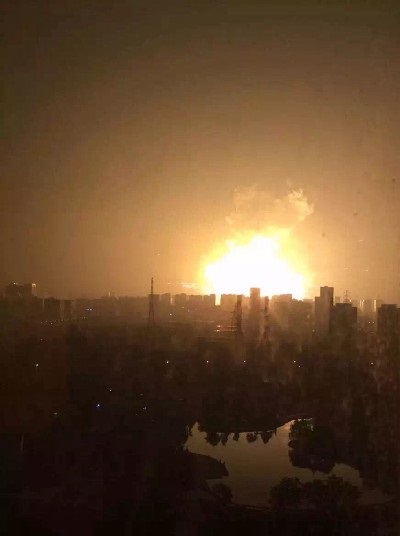
Erste Explosion in Tianjin

- Tianjin/China: Im Hafen der Stadt ereignen sich Explosionen und Brände mit 173 Toten und 797 Verletzten[29][30]

### Donnerstag, 13. August 2015
- Bagdad/Irak: Bei einem Bombenanschlag durch die Terrororganisation Islamischer Staat kommen im Stadtteil Sadr City der irakischen Hauptstadt mindestens 76 Personen ums Leben, 212 weitere werden verletzt.[31]

### Freitag, 14. August 2015
- Sirte/Libyen: Bei einem Brandanschlag auf das Ibn Sina Hospital sterben bis zu 106 Menschen.[32] Das von der Universität von Sirte geleitete Krankenhaus war bereits im März 2015 Schauplatz einer Entführung von Ärzten und Krankenschwestern.[33]

### Samstag, 15. August 2015

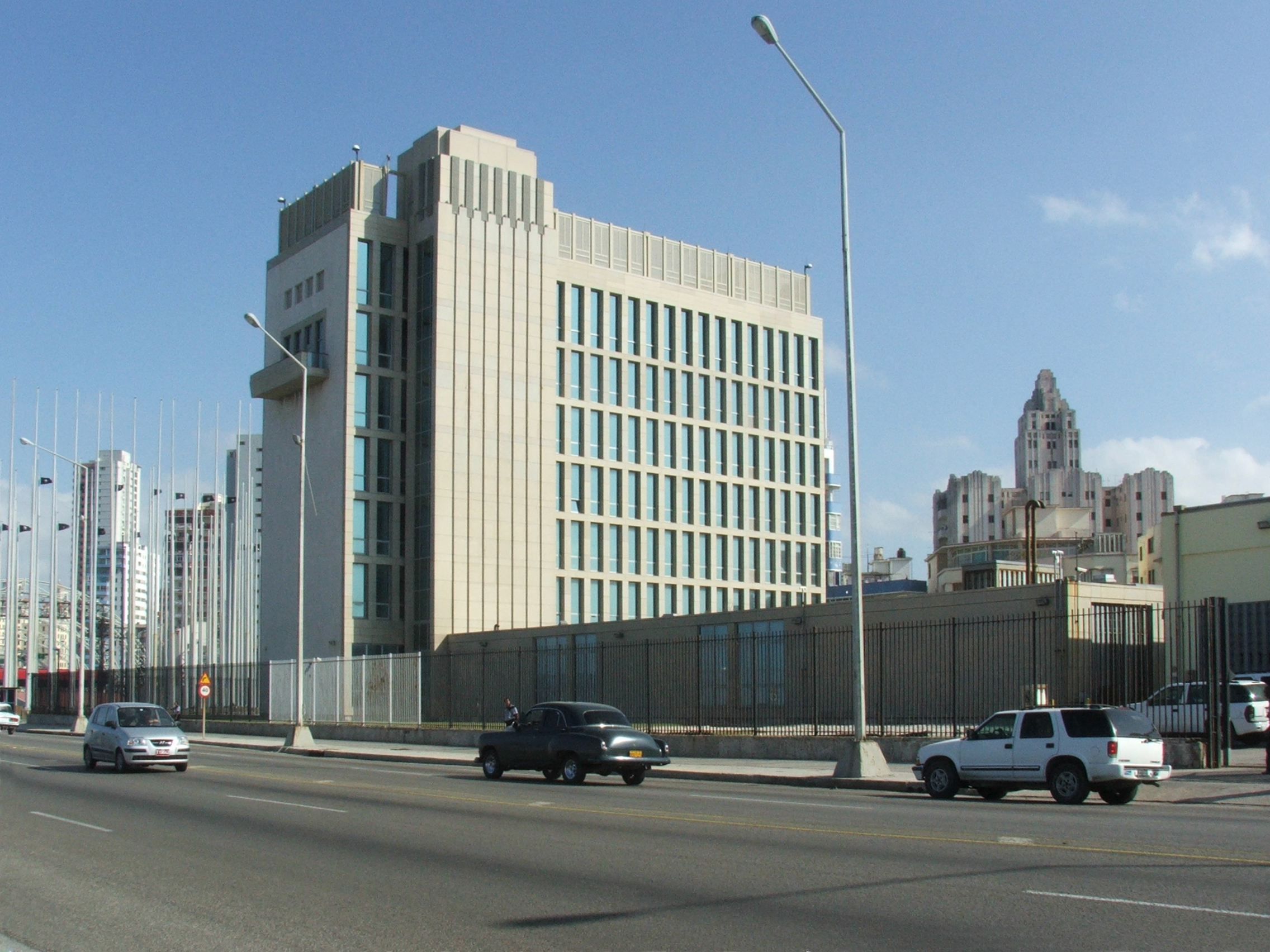
Botschaft der USA in Havanna

- Havanna/Kuba: Im Rahmen der Normalisierung der Beziehungen zwischen Kuba und den Vereinigten Staaten wird die Botschaft der USA in Havanna wiedereröffnet.[34]

### Sonntag, 16. August 2015
- Jayapura/Indonesien: Eine ATR 42 der Fluggesellschaft Trigana Air Service zerschellt auf dem Flug IL257 von Jayapura nach Oksibil in der Provinz Papua an einem Berg. Alle 54 Personen an Bord sterben.[35]
- São Paulo/Brasilien: 860.000 Demonstranten fordern den Rücktritt der Regierung Dilma Rousseff.[36]

### Montag, 17. August 2015

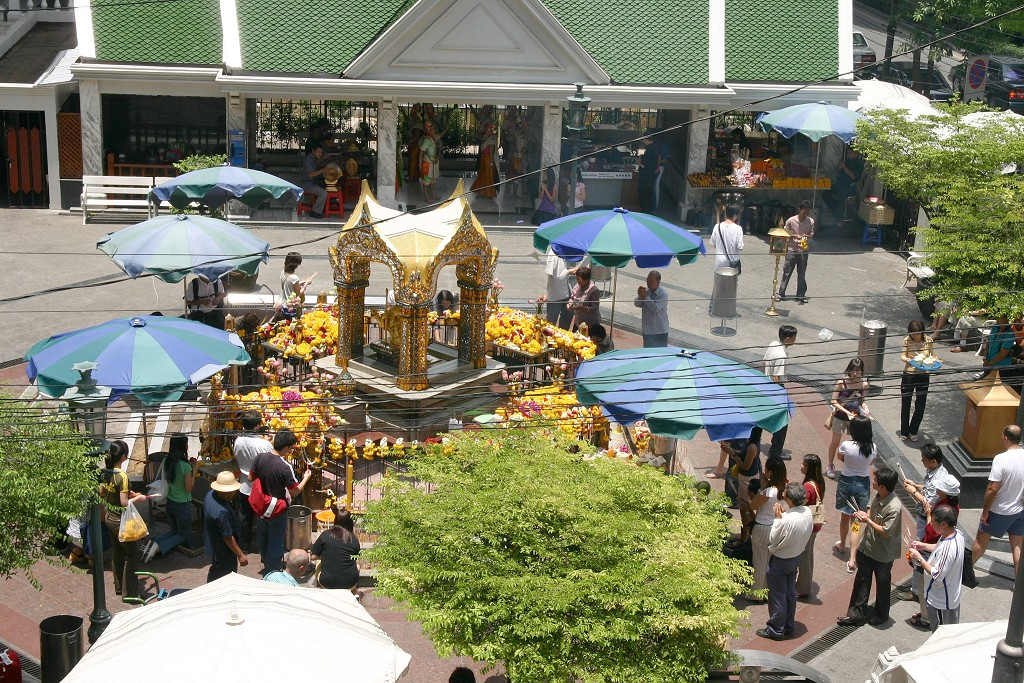
Erawan-Schrein

- Bangkok/Thailand: Bei einem Anschlag auf den Erawan-Schrein werden mindestens 27 Menschen getötet.[37]
- Colombo/Sri Lanka: Bei der Parlamentswahl in Sri Lanka wird der seit Januar amtierende Premierminister Ranil Wickremesinghe bestätigt.[38]

### Dienstag, 18. August 2015
- Ankara/Türkei: Der türkische Ministerpräsident Ahmet Davutoğlu scheitert mit der Bildung einer Koalitionsregierung und gibt seinen Auftrag an den türkischen Präsidenten zurück. Neuwahlen werden wahrscheinlicher.[39]

### Mittwoch, 19. August 2015
- Berlin/Deutschland: Der deutsche Innenminister Thomas de Maizière gibt bekannt, dass bis zum Ende des Jahres rund 800.000 Flüchtlinge in Deutschland erwartet werden.[40]

### Donnerstag, 20. August 2015
- Athen/Griechenland: Der griechische Ministerpräsident Alexis Tsipras tritt zurück und kündigt Neuwahlen an.[41]
- Skopje/Mazedonien: Die mazedonische Regierung ruft aufgrund der Flüchtlingskrise den Ausnahmezustand aus.[42]

- Korea: Nach einem Zwischenfall zwischen den beiden Koreanischen Staaten wird das Ulchi Freedom Guardian 2015 Manöver gestoppt.

### Freitag, 21. August 2015
- Ankara/Türkei: Der türkische Präsident Recep Tayyip Erdoğan kündigt zum 1. November 2015 Neuwahlen an.[43]
- Arras/Frankreich: Bei einem Anschlag auf den Thalys-Zug 9364 von Amsterdam nach Paris im französisch-belgischen Grenzgebiet eröffnet ein Passagier, der ein mutmaßlicher Islamist sein soll, das Feuer auf andere Reisende, wird aber nach wenigen abgegebenen Schüssen überwältigt. Mehrere Personen werden verletzt.[44]

### Samstag, 22. August 2015
- Heidenau/Deutschland: Bei rassistischen Krawallen in Heidenau in Sachsen werden über 30 Polizisten von Rechtsradikalen verletzt.[45]
- Palmyra/Syrien: Angehörige des Islamischen Staates zerstören den Tempel des Baal-Schamin.[46]
- Peking/China: Die Leichtathletik-Weltmeisterschaften 2015 beginnen.[47]
- Shoreham-by-Sea/Großbritannien: Bei einer Flugshow sterben mindestens elf Autofahrer, als ein Hawker-Hunter-Kampfflugzeug auf eine Autobahn stürzt.[48]

### Sonntag, 23. August 2015
- Dittingen/Schweiz: Bei einer Flugshow stoßen zwei Leichtflugzeuge zusammen, was zum Absturz der beiden Maschinen führt. Ein Pilot kommt dabei ums Leben.[49]

### Montag, 24. August 2015
- Cancún/Mexiko: Die erste Staatenkonferenz zum Vertrag über den Waffenhandel (ATT) beginnt.[50]
- Frankfurt am Main/Deutschland: Weltweit verlieren Aktien zwischen fünf und neun Prozent an Wert.[51]
- Weissach im Tal/Deutschland: Eine geplante Flüchtlingsunterkunft wird in der Nacht vom 23. auf den 24. August 2015 durch einen Brand weitgehend zerstört.[52]

### Dienstag, 25. August 2015
- Rostow am Don/Russische Föderation: Der ukrainische Filmregisseur Oleh Senzow wird wegen Terrorismus auf der von Russland völkerrechtswidrig besetzten Halbinsel Krim von einem Militärgericht in einem politisch motivierten Strafverfahren zu 20 Jahren Haft verurteilt.[53]

### Mittwoch, 26. August 2015
- Damaskus/Syrien: Ein Drohnenangriff tötet den Briten Junaid Hussain, der als Computerhacker für die Terrororganisation Islamischer Staat tätig war.[54]

### Donnerstag, 27. August 2015

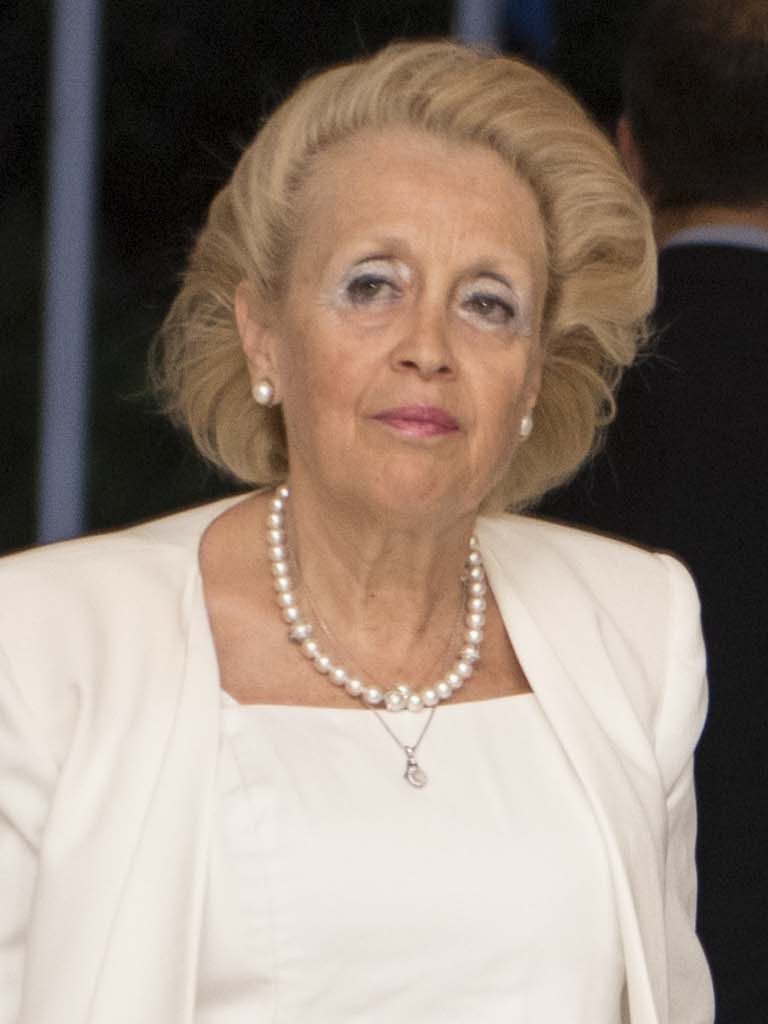
Vasiliki Thanou-Christofilou

- Athen/Griechenland: Die Präsidentin des Obersten Verwaltungsgerichtes, Vasiliki Thanou-Christofilou, bekleidet übergangsweise bis zu den Neuwahlen am 20. September das Amt des Premierministers in Griechenland.[55]
- Dresden/Deutschland: Die Süddeutsche Zeitung veröffentlicht Einzelheiten zu Kunstfälschungen im Fall Karl Waldmann.[56]
- Parndorf/Österreich: 71 Leichen von Flüchtlingen werden in einem auf der Ost Autobahn A4 abgestellten Lkw entdeckt.[57]

### Freitag, 28. August 2015
- Roseau/Dominica: Der dominicanische Premierminister Roosevelt Skerrit berichtet, dass durch den tropischen Sturm Erika in Dominica zwölf Personen getötet wurden und noch weitere 20 vermisst werden. Überflutungen und Erdrutsche verursachen hohe Schäden.[58]

### Samstag, 29. August 2015
- Beirut/Libanon: Zehntausende demonstrieren in der libanesischen Hauptstadt gegen die Regierung. Der Protest richtet sich gegen die Müllberge in der Stadt, die aufgrund des Kapazitätsengpasses der alten Müllhalde und dem Unwillen der Verantwortlichen, einen Standort für eine neue zu finden, entstanden sind, Korruption und die wiederholte Verschiebung von Wahlen.[59]
- Juba/Südsudan: Rebellen und Einheiten von Präsident Salva Kiir verständigen sich auf einen Waffenstillstand.[60]
- Peking/China: Der US-amerikanische Leichtathlet Ashton Eaton stellt einen neuen Weltrekord im Zehnkampf auf.[61]

### Sonntag, 30. August 2015
- Juneau/Vereinigte Staaten: US-Präsident Barack Obama verfügt, dass Nordamerikas höchster Berg wieder seinen ursprünglichen Namen Denali erhält. Von 1917 an wurde der Berg Mount McKinley genannt.[62]
- Mbabane/Eswatini: Bei einem Verkehrsunfall auf dem Weg zu einer jährlichen Tanzveranstaltung, bei der der eswatinische König eine neue Braut auswählt, sterben Dutzende Mädchen und junge Frauen.[63]
- Roseau/Dominica: Nach heftigen Überflutungen auf Dominica, verursacht durch Tropensturm Erika, erklärt der Premierminister neun Kommunen zu Notstandsgebieten und bittet um internationale Hilfe. Die Zahl der Todesopfer steigt auf 20.[64]

### Montag, 31. August 2015
- Anchorage/Vereinigte Staaten: Bei der ersten Alaska-Reise eines amtierenden Präsidenten bekräftigt Barack Obama, als Anführer des zweitgrößten Emittenten von schädlichen Klimagasen der Welt die Verantwortung bei der Lösung dieses Problems anzunehmen. Besonders Alaska spürt den Klimawandel, da schmelzende Polkappen dort Kommunen gefährden und Kulturen der Ureinwohner bedrohen.[65]
- Kiew/Ukraine: Bei Protesten gegen die Verfassungsreform, die dem Osten der Ukraine mehr Rechte einräumt, zünden Nationalisten Sprengsätze vor dem Parlament in der ukrainischen Hauptstadt und verletzen dabei über 100 Personen.[66]
- Palmyra/Syrien: Die Terrororganisation Islamischer Staat beschädigt mit den Säulen des Tempels Bel eine der wichtigsten Stätten des UNESCO-Weltkulturerbes.[67]

## Weblinks

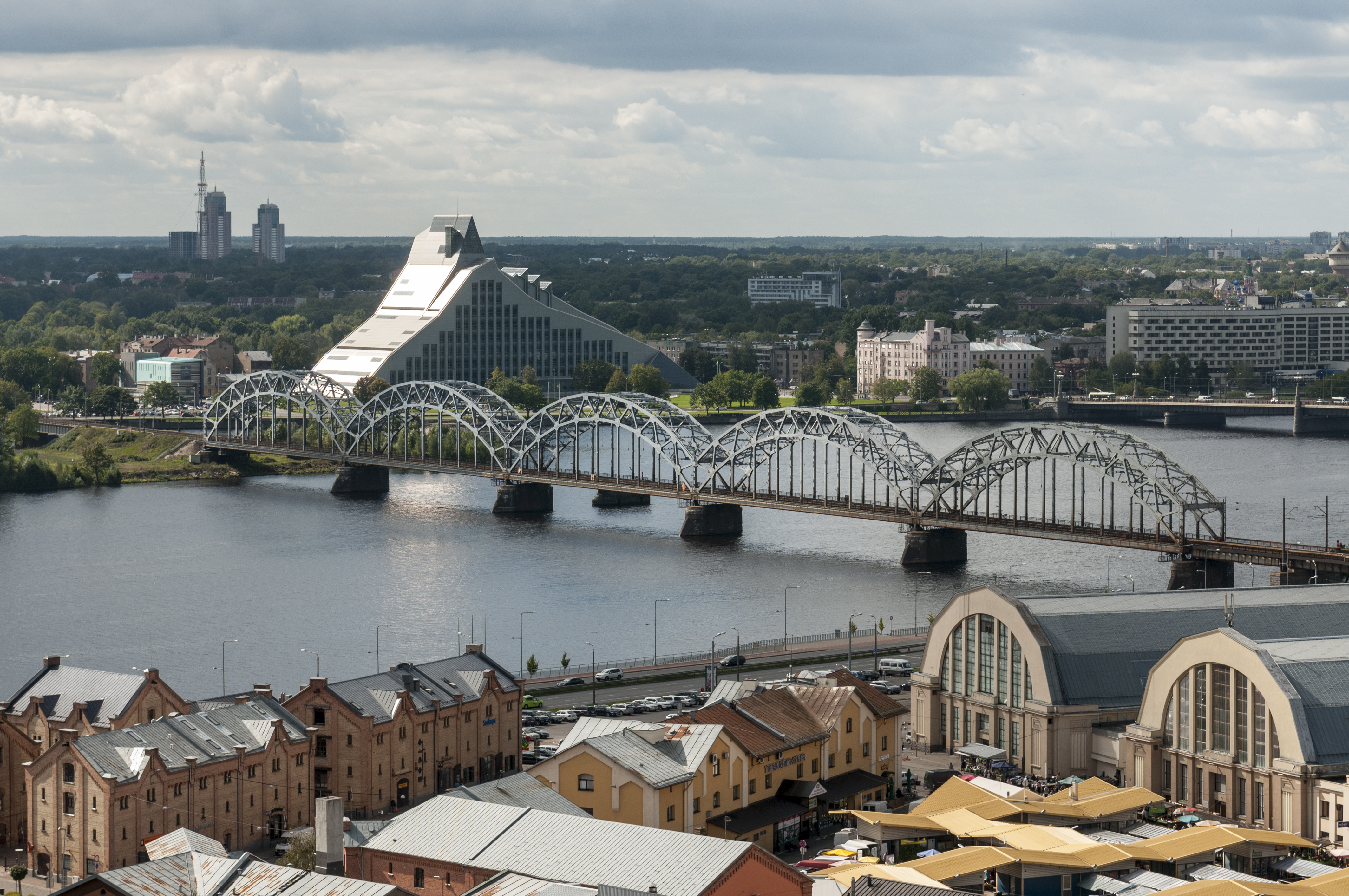
Riga im August 2015